# عرفان بهاتي
عرفان بهاتي (بالإنجليزية: Irfan Bhatti) (مواليد 14 يناير 1979) هو لاعب كريكت كويتي من أصل باكستاني، يجمع بين مهارات الضرب والرامي. يشتهر بأدائه المتوازن، ويُعدّ من أبرز لاعبي المنتخب خلال مشاركاته في بطولات الرابطة العالمية للكريكت.
نشط بهاتي في بطولات الرابطة العالمية للكريكت، حيث سجّل 111 نقطة حاسمة ضد منتخب فانواتو الوطني للكريكت ضمن بطولة الرابطة العالمية، وفاز بلقب أفضل لاعب في تلك المباراة. كما شارك في عدة مباريات دولية من فئة OTHEROD مع المنتخب الكويتي ضد فرق مثل البحرين، الأرجنتين ونيجيريا ضمن بطولات دولية خلال عامي 2012–2013.
على الصعيد الإحصائي، قدّم بهاتي أداءً محترمًا في صيغة t10، حيث لعب 24 مباراة وسجل 414 نقطة بمُعدل 27.60 وسرعة ضرب بلغت 156.23، بينما جمع رمية واحدة بمُعدل 40.00، ولم يحقق أي قفزة لبقعة أربع و خمس ويكيت.